# Michel Haan
Michel Haan (Heerlen, 2 april 1967) is een voormalig Nederlands voetballer. Hij stond onder contract bij Roda JC, VVV, Heracles Almelo, KSC Hasselt (België) en Germania Teveren (Duitsland).

## Spelersloopbaan
Haan begon zijn carrière bij Roda JC. In totaal stond hij er 10 jaar onder contract en werd verhuurd aan KSC Hasselt, Heracles Almelo en VVV. Zijn hoogtepunt was de kwartfinale Europacup II tegen Sredets Sofia waarin hij scoorde en een strafschop verzilverde. De meeste doelpunten scoorde hij als invaller, vandaar de bijnaam goudhaantje. Een transfer naar Motherwell FC en FC Schaffhausen stonden in de weg door de te hoge transfersom. In 1994 vertrok hij naar het Duitse FC Germania Teveren waarmee hij in 1995 promoveerde naar de Regionalliga. Na Teveren volgde nog een aantal amateurclubs, waaronder FC Apollo Gellik, SV Coriovallum en RKSV Groene Ster om uiteindelijk in 2015 zijn voetbalcarrière af te sluiten bij SV Vilt.

### Statistieken
| Seizoen | Club               | Land      | Competitie                | Wed. | Doelp. |
| ------- | ------------------ | --------- | ------------------------- | ---- | ------ |
| 1984/85 | Roda JC            | Nederland | Eredivisie                | 0    | 0      |
| 1985/86 | Roda JC            | Nederland | Eredivisie                | 0    | 0      |
| 1986/87 | → KSC Hasselt      | België    | Tweede klasse             | 18   | 14     |
| 1987/88 | Roda JC            | Nederland | Eredivisie                | 1    | 0      |
| 1987/88 | → SC Heracles      | Nederland | Eerste divisie            | 11   | 0      |
| 1988/89 | Roda JC            | Nederland | Eredivisie                | 13   | 3      |
| 1989/90 | Roda JC            | Nederland | Eredivisie                | 15   | 3      |
| 1990/91 | Roda JC            | Nederland | Eredivisie                | 24   | 4      |
| 1991/92 | Roda JC            | Nederland | Eredivisie                | 3    | 0      |
| 1991/92 | → VVV              | Nederland | Eredivisie                | 13   | 4      |
| 1992/93 | Roda JC            | Nederland | Eredivisie                | 15   | 1      |
| 1993/94 | Roda JC            | Nederland | Eredivisie                | 9    | 0      |
| 1994/95 | Germania Teveren   | Duitsland | Oberliga Nordrhein        | 24   | 18     |
| 1995/96 | Germania Teveren   | Duitsland | Oberliga Nordrhein        | 24   | 24     |
| 1996/97 | Germania Teveren   | Duitsland | Regionalliga West/Südwest | 27   | 5      |
| 1997/98 | Germania Teveren   | Duitsland | Regionalliga West/Südwest | 11   | 2      |
| 1997/98 | → FC Wegberg-Beeck | Duitsland | Oberliga Nordrhein        | 13   | 4      |
| 1998/99 | Germania Teveren   | Duitsland | Oberliga Nordrhein        | 20   | 15     |
| 2002/03 | Germania Teveren   | Duitsland | Verbandsliga Mittelrhein  | 15   | 13     |
| 2003/04 | Germania Teveren   | Duitsland | Landesliga Mittelrhein    | 24   | 18     |
| 2005/06 | FC Apollo Gellik   | België    | 2e Prov. Limburg          | 11   | 11     |
| Totaal  | Totaal             | Totaal    | Totaal                    | 291  | 139    |

## Trainersloopbaan
Na afloop van zijn voetbalcarrière is Haan als trainer aan de slag gegaan bij achtereenvolgens Kakertse Boys, MSP '03, VV Walram, GSV '28, BSV Limburgia, SV Simpelveld. Vanaf seizoen  2020-2021 is hij trainer van VV Hellas.